# Microclymene caudata
Microclymene caudata är en ringmaskart som beskrevs av Imajima och Tokuichi Shiraki 1982. Microclymene caudata ingår i släktet Microclymene och familjen Maldanidae. Inga underarter finns listade i Catalogue of Life.